# Lupang Hinirang
Lupang Hinirang là quốc ca của Philippines. Nhạc bài hát này được Julian Felipe sáng tác năm 1898 với lời bằng tiếng Tây Ban Nha chuyển thể từ bài thơ Filipinas, do một nhà thơ - người lính tên là Jose Palma sáng tác năm 1899.
Ban đầu là một bản nhạc nền, nó không có ca từ và khi nó được chọn làm quốc ca của Philippines và sau đó được cử lên tại tuyên ngôn độc lập Philippines ngày 12 tháng 6 năm 1898. Trong thời kỳ Mỹ chiếm đóng Philippines, chính quyền thực dân cấm sử dụng bài hát này bằng Luật quốc kỳ. Luật này đã được bãi bỏ năm 1919 và bài hát đã được dịch sang tiếng Anh và được quy định thành "Quốc ca Philippines". Bài quốc ca đã được dịch sang tiếng Tagalog hồi đầu thập niên 1940. Bản tiếng Pilipino (dạng chuẩn của tiếng Tagalog) năm 1956, được sửa đổi thập niên 1960, đã được dùng làm quốc ca hiện nay.

## Nội dung tiếng Philippines
Bayang magiliw,
Perlas ng Silanganan
Alab ng puso,
Sa Dibdib mo'y buhay.
Lupang Hinirang,
Duyan ka ng magiting,
Sa manlulupig,
'Di ka pasisiil.
Sa dagat at bundok,
Sa simoy at sa langit mong bughaw,
May dilag ang tula,
At awit sa paglayang minamahal.
Ang kislap ng watawat mo'y
Tagumpay na nagniningning,
Ang bituin at araw niya,
Kailan pa ma'y 'di magdidilim,
Lupa ng araw ng luwalhati't pagsinta,
Buhay ay langit sa piling mo,
Aming ligaya na pag may mang-aapi,
Ang mamatay nang dahil sa iyo.